# Кобылино (Сергиево-Посадский район)
Кобылино — упразднённая деревня в Сергиево-Посадском городском округе Московской области России.

## География
Урочище находится в северо-восточной части области, в зоне хвойно-широколиственных лесов, на левом берегу реки Черёмушки, на расстоянии примерно 9 километров (по прямой) к юго-востоку от города Сергиев Посад, административного центра округа.

### Климат
Климат характеризуется как умеренно континентальный, с умеренно холодной зимой и тёплым летом. Среднегодовая температура воздуха — +2,7 °C. Средняя температура воздуха самого холодного месяца (января) — −11,3 °C (абсолютный минимум — −48 °C), средняя температура самого тёплого (июля) — +17 °С (абсолютный максимум — +36 °C). Годовое количество атмосферных осадков — 630 мм, из которых около 70 % выпадает в период с апреля по октябрь.

## История
В «Списке населенных мест Владимирской губернии по сведениям 1859 года» населённый пункт упомянут как владельческое сельцо Алексеевское (Кобылино) Александровского уезда, расположенное в 43 верстах от уездного города. В сельце насчитывалось 19 дворов и проживало 159 человек (70 мужчин и 89 женщин).
По состоянию на 1905 год, в Кобылине имелся 31 двор и проживало 203 человека. В административном отношении сельцо входило в состав Ботовской волости.
По данным 1926 года в деревне имелось 33 хозяйства и проживало 159 человек (69 мужчин и 90 женщин). Являлась частью Бревновского сельсовета Шараповской волости Сергиевского уезда Московской губернии.